# Sympiesomorpha norfolcensis
Sympiesomorpha norfolcensis är en stekelart som beskrevs av Alan Parkhurst Dodd 1924. Sympiesomorpha norfolcensis ingår i släktet Sympiesomorpha och familjen finglanssteklar. Inga underarter finns listade i Catalogue of Life.